# Morning News
Morning News è un programma televisivo italiano e spin-off estivo di Mattino Cinque (divenuto nel 2020 Mattino Cinque News) di genere talk show, rotocalco, contenitore e costume, in onda su Canale 5 e in simulcast su TGcom24 dal 26 luglio 2021 con la conduzione di Simona Branchetti fino al 22 settembre 2023, mentre dal 1º luglio 2024 la conduzione è passata a Dario Maltese, affiancato da Carolina Sardelli dal 30 giugno 2025. Il programma è giunto alla quinta edizione e viene trasmesso in diretta nel periodo estivo, dal lunedì al venerdì dalle ore 8:40 alle 10:55, dallo studio 15 del Centro di produzione Mediaset di Cologno Monzese.

## Il programma
Il programma, nato come spin-off estivo di Mattino Cinque (divenuto nel 2020 Mattino Cinque News) e come rotocalco di approfondimento quotidiano in onda dal lunedì al venerdì nella fascia mattutina di Canale 5, è realizzato dalla testata giornalistica italiana Videonews e tratta le vicende legate all'attualità, alla cronaca, alla politica, all'economia, alla società, con l'ausilio di servizi, della corrispondenza degli inviati e della presenza di ospiti e opinionisti in studio e in collegamento, pronti ad intervenire sulle varie tematiche.

### Studi televisivi
| Studio televisivo                                              | Edizioni | Edizioni | Edizioni | Edizioni | Edizioni | Totale |
| Studio televisivo                                              | 1ª       | 2ª       | 3ª       | 4ª       | 5ª       | Totale |
| -------------------------------------------------------------- | -------- | -------- | -------- | -------- | -------- | ------ |
| Studio 15 del Centro di produzione Mediaset di Cologno Monzese |          |          |          |          |          | 5      |
| Studio 7 del Centro di produzione Mediaset di Cologno Monzese  |          |          |          |          |          | 1      |

## Edizioni
| Edizione | Anno | Conduzione        | Conduzione        | Periodo        | Periodo           | Puntate | Regia              | Studio                                                             |
| Edizione | Anno | Conduzione        | Conduzione        | Inizio         | Fine              | Puntate | Regia              | Studio                                                             |
| -------- | ---- | ----------------- | ----------------- | -------------- | ----------------- | ------- | ------------------ | ------------------------------------------------------------------ |
| 1ª       | 2021 | Simona Branchetti | Simona Branchetti | 26 luglio 2021 | 17 settembre 2021 | 40      | Paolo Riccadonna   | Studio 15 del Centro di produzione Mediaset di Cologno Monzese     |
| 2ª       | 2022 | Simona Branchetti | Simona Branchetti | 27 giugno 2022 | 2 settembre 2022  | 49      | Roberta Bellini    | Studio 15 del Centro di produzione Mediaset di Cologno Monzese     |
| 3ª       | 2023 | Simona Branchetti | Simona Branchetti | 26 giugno 2023 | 22 settembre 2023 | 64      | Roberta Bellini    | Studio 15 del Centro di produzione Mediaset di Cologno Monzese     |
| 4ª       | 2024 | Dario Maltese     | Non presente      | 1º luglio 2024 | 30 agosto 2024    | 44      | Claudio Bozzatello | Studio 7 e 15 del Centro di produzione Mediaset di Cologno Monzese |
| 5ª       | 2025 | Dario Maltese     | Carolina Sardelli | 30 giugno 2025 | in corso          | 37      | Claudio Bozzatello | Studio 15 del Centro di produzione Mediaset di Cologno Monzese     |

### Prima edizione (2021)
La prima edizione di Morning News, con la conduzione di Simona Branchetti, è andata in onda dal 26 luglio al 17 settembre 2021, dal lunedì al venerdì dalle 8:40 alle 10:55, in diretta dallo studio 15 del Centro di produzione Mediaset di Cologno Monzese. Inizialmente, questa edizione doveva terminare il 3 settembre 2021, ma visti i buoni ascolti ottenuti è stata allungata di altre due settimane fino al 17 settembre, facendo slittare la partenza di Mattino Cinque al 20 settembre.
Dal 26 luglio al 17 settembre 2021 la suddivisione in segmenti è stata la seguente:
- 8:40-9:35 Morning News - Prima parte
- 9:40-10:35 Morning News - Seconda parte
- 10:40-10:55 Morning News - Saluti finali

### Seconda edizione (2022)
La seconda edizione di Morning News, sempre con la conduzione di Simona Branchetti, è andata in onda dal 27 giugno al 2 settembre 2022, dal lunedì al venerdì dalle 8:40 alle 10:55, in diretta dallo studio 15 del Centro di produzione Mediaset di Cologno Monzese. La puntata di lunedì 15 agosto 2022 non è andata in onda in occasione della festività di Ferragosto.
Dal 27 giugno al 2 settembre 2022 la suddivisione in segmenti era la seguente:
- 8:40-9:35 Morning News - Prima parte
- 9:40-10:35 Morning News - Seconda parte
- 10:40-10:55 Morning News - Saluti finali

### Terza edizione (2023)
La terza edizione di Morning News, sempre con la conduzione di Simona Branchetti, è andata in onda dal 26 giugno al 22 settembre 2023, dal lunedì al venerdì dalle 8:40 alle 10:55, in diretta dallo studio 15 del Centro di produzione Mediaset di Cologno Monzese. Inizialmente, questa edizione doveva terminare il 1º settembre 2023, ma visti i buoni ascolti ottenuti è stata allungata di altre tre settimane fino al 22 settembre, facendo slittare la partenza di Mattino Cinque News al 25 settembre. Come nell'edizione precedente, anche in questa la puntata di martedì 15 agosto 2023 non è andata in onda in occasione della festività di Ferragosto.
Dal 26 giugno al 22 settembre 2023 la suddivisione in segmenti era la seguente:
- 8:40-9:35 Morning News - Prima parte
- 9:40-10:35 Morning News - Seconda parte
- 10:40-10:55 Morning News - Saluti finali

### Quarta edizione (2024)
La quarta edizione di Morning News, con la conduzione di Dario Maltese (subentrato a Simona Branchetti, passata alla conduzione di Pomeriggio Cinque News), è andata in onda dal 1º luglio al 30 agosto 2024, dal lunedì al venerdì dalle 8:40 alle 10:55, in diretta dallo studio 7 (fino al 26 luglio 2024) e 15 (dal 29 luglio al 30 agosto 2024) del Centro di produzione Mediaset di Cologno Monzese. Sono state rinnovate la sigla con nuovi colori e con delle leggere modifiche nella grafica e al logo, mentre la sigla iniziale è stata accorciata. Come nelle due edizioni precedenti, anche in questa la puntata di giovedì 15 agosto 2024 non è andata in onda in occasione della festività di Ferragosto.
Dal 1º luglio al 30 agosto 2024 la suddivisione in segmenti è stata la seguente:
- 8:40-9:35 Morning News - Prima parte
- 9:40-10:35 Morning News - Seconda parte
- 10:40-10:55 Morning News - Saluti finali

### Quinta edizione (2025)
La quinta edizione di Morning News, sempre con la conduzione di Dario Maltese, stavolta affiancato da Carolina Sardelli, va in onda dal 30 giugno 2025, dal lunedì al venerdì dalle 8:40 alle 10:55, in diretta dallo studio 15 del Centro di produzione Mediaset di Cologno Monzese. Come nelle tre edizioni precedenti, anche in questa la puntata di venerdì 15 agosto 2025 non è andata in onda in occasione della festività di Ferragosto.
Dal 30 giugno 2025 la suddivisione in segmenti è la seguente:
- 8:40-9:35 Morning News - Prima parte
- 9:40-10:35 Morning News - Seconda parte
- 10:40-10:55 Morning News - Saluti finali

## Audience
| Edizione | Rete televisiva | Rete televisiva | Anno | Stagione       | Orario     | Durata  | Programmazione | Programmazione | Programmazione | Programmazione | Programmazione | Programmazione | Programmazione | Collocazione | Media auditel  | Media auditel |
| Edizione | Locale          | Simulcast       | Anno | Stagione       | Orario     | Durata  | L              | M              | M              | G              | V              | S              | D              | Collocazione | Telespettatori | Share         |
| -------- | --------------- | --------------- | ---- | -------------- | ---------- | ------- | -------------- | -------------- | -------------- | -------------- | -------------- | -------------- | -------------- | ------------ | -------------- | ------------- |
| 1ª       | Canale 5        | TGcom24         | 2021 | estate         | 8:40-10:55 | 130 min |                |                |                |                |                |                |                | Day-time     | 749 000        | 15,25%        |
| 2ª       | Canale 5        | TGcom24         | 2022 | estate         | 8:40-10:55 | 130 min | 692 000        | 16,20%         |                |                |                |                |                | Day-time     |                |               |
| 3ª       | Canale 5        | TGcom24         | 2023 | estate-autunno | 8:40-10:55 | 130 min | 836 000        | 19,00%         |                |                |                |                |                | Day-time     |                |               |
| 4ª       | Canale 5        | TGcom24         | 2024 | estate         | 8:40-10:55 | 130 min | 716 000        | 17,30%         |                |                |                |                |                | Day-time     |                |               |
| 5ª       | Canale 5        | TGcom24         | 2025 | estate         | 8:40-10:55 | 130 min |                |                |                |                |                |                |                | Day-time     |                |               |

## Ospiti e opinionisti ricorrenti
Ci sono vari opinionisti, che discutono argomenti di attualità, cronaca, società, politica, spettacolo e costume, tra cui gli opinionisti ricorrenti principali sono: Alessandro Cecchi Paone, Alessandro Meluzzi, Alessandro Sallusti, Andrea Crisanti, Antonio Caprarica, Cesara Buonamici, Daniele Capezzone, Flavio Briatore, Francesco Borgonovo, Gaetano Pedullà, Gianfranco Vissani, Mario Adinolfi, Mario Giordano, Massimo Galli, Maurizio Belpietro, Michela Vittoria Brambilla, Nicola Porro, Paolo Brosio, Pietro Senaldi, Sabrina Scampini, Toni Capuozzo, Vittorio Sgarbi, Benedetta Cosmi, Fabrizio Pregliasco, Federico Gatti, Matteo Bassetti, Pietro Lorenzetti, Patrizia Groppelli, Roberto Alessi, Samuele Matteini, Stefano Zurlo.
Ci sono anche vari politici, che discutono di argomenti di politica e società, tra cui quelli ricorrenti principali sono: Antonio Tajani, Carlo Calenda, Giovanni Toti, Luca Zaia, Luigi Di Maio, Matteo Renzi, Matteo Salvini, Maurizio Gasparri, Pierpaolo Sileri.

## Rubriche
- Notizie belle dalle stelle, rubrica d'oroscopo di Morning News curata da Ada Alberti.

## Sigla
La videosigla è una versione composta e realizzata da Francesco Rossetti e Alessio Portello. Nella quarta edizione la videosigla iniziale è stata accorciata e rinnovata nei colori.